# أرمين إيك
أرمين إيك (بالألمانية: Armin Eck)‏ هو لاعب كرة قدم ومدرب كرة قدم ألماني، ولد في 8 ديسمبر 1964 في كولمباخ في ألمانيا. لعب مع أرمينيا بيليفيلد وبايرن ميونخ ونادي هامبورغ ونادي هسن كاسل.

## وصلات خارجية
- أرمين إيك على موقع قاعدة بيانات كرة القدم.إي يو (الإنجليزية)
- أرمين إيك على موقع بيانات كرة القدم. دي إي (الألمانية)